# Salviati (italienisches Adelsgeschlecht)

Wappen der Salviati

Salviati ist der Name eines italienischen Adelsgeschlechts aus Florenz, das 1794 im Mannesstamme erloschen ist.
Ein Zusammenhang mit dem 1740 in Preußen eingewanderten und 1830 geadelten Geschlecht von Salviati ist nicht nachweisbar.

## Geschichte
Das Geschlecht wird teilweise auf einen Gottifredo im 12. Jahrhundert zurückgeführt, erscheint aber gesichert erstmals 1335 mit Cambio di Salvi, Prior und Gonfaloniere in Florenz. Die Salviati besaßen zu dieser Zeit einen Geschlechterturm in Badia Fiorentina, wo der Stadtteil Salviatino nach ihnen benannt wurde. Sie wurden, wie die meisten Patrizier von Florenz, durch Handel und Bankgeschäfte wohlhabend. Im Lauf der Jahrhunderte stellten sie 63 Priöre, 21 Gonfaloniere der Justiz und 6 hohe Prälaten. 
Mit der Heirat des Jacopo Salviati (1461–1533) mit Lucrezia de’ Medici, Tochter Lorenzos des Prächtigen und Schwester von Papst Leo X., gerieten sie in den familiären Umkreis der Medici. Sie widersetzten sich gleichwohl den absolutistischen Ansprüchen von Cosimo I. de’ Medici, obwohl oder gerade weil dessen Mutter Maria Salviati eine Tochter von Jacopo und Lucrezia war. Später näherten sie sich den Medici wieder an.

## Besitzungen

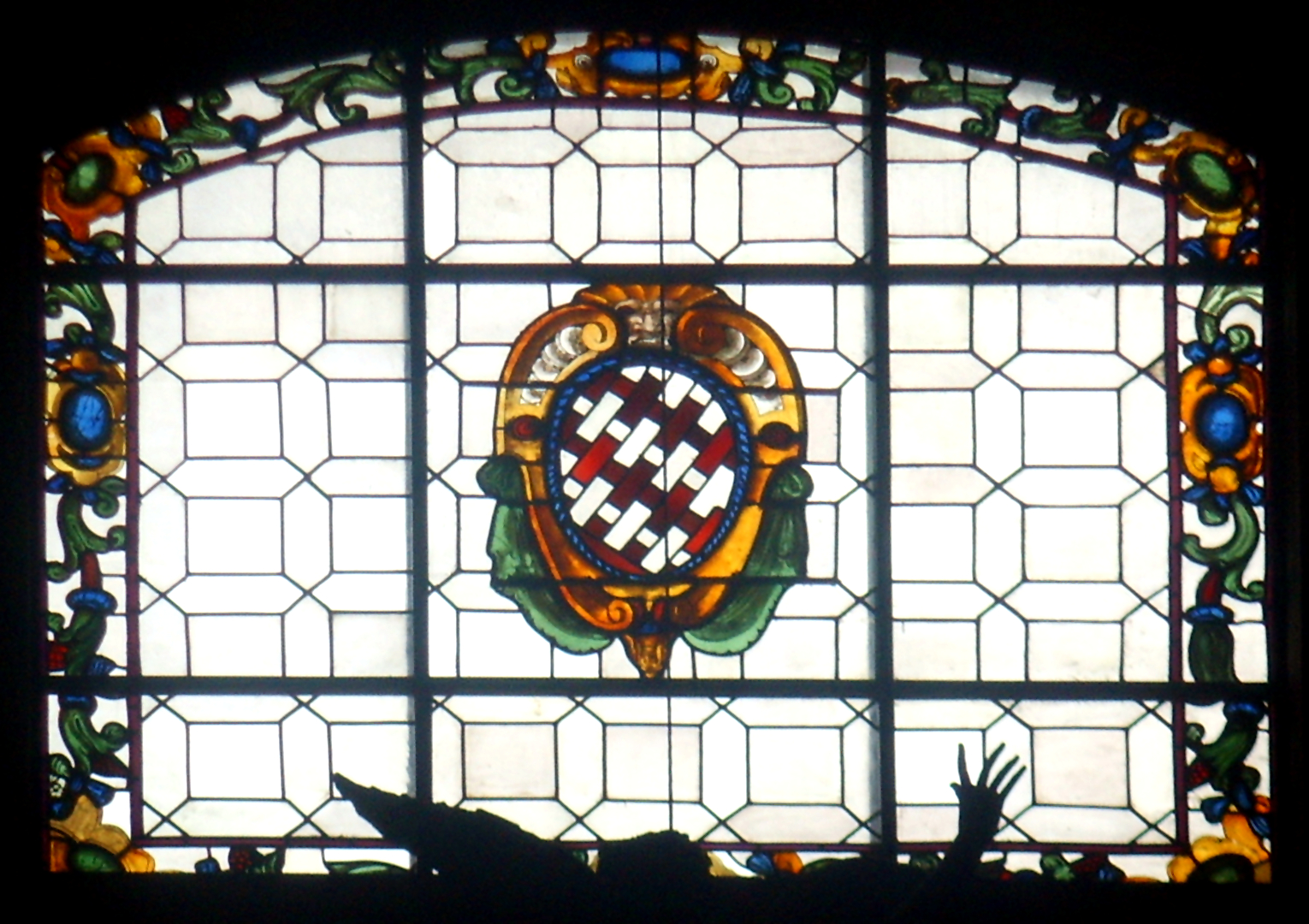
Salviati-Wappen in der Salviati-Kapelle in San Marco (Florenz)

1456 erwarb Jacopo den Palazzo Portinari-Salviati in Florenz, ein weiterer früher Familiensitz war der Palazzo Salviati-Quaratesi. Bernard Salviati erwarb 1517 in Frankreich das Schloss Talcy. 1531 erwarb Alamanno di Averardo Salviati die Villa Il Salviatino in Fiesole. Auch in Pisa besaß die Familie einen Palazzo. Alamanno Salviati (1669–1733) ließ sich außerhalb von Florenz die Villa Salviati errichten. Hauptsitz war jedoch lange Zeit der heutige Palazzo Borghese in Florenz.
Mit der Heirat der letzten Salviati, Anna Maria, der Schwester des Kardinals Gregorio Antonio Maria Salviati, mit Marcantonio IV. Borghese (1730–1800) ging das Familienvermögen auf diese Familie über. Ihr Sohn Camillo Filippo Ludovico Borghese (1775–1832), Fürst von Sulmona und Rossano, war der Gemahl der Pauline Bonaparte und Schwager Napoleons I. Er ließ den Palazzo Salviati in Florenz klassizistisch umgestalten; sowohl seine Frau als auch er starben in dem Palazzo. Ihn beerbte sein Bruder Francesco (1776–1839), dessen ältester Sohn Marcantonio als Fürst Borghese nachfolgte, dessen zweiter Sohn Camillo den Titel Fürst Aldobrandini erhielt und dessen dritter Sohn Scipione Borghese (1823–1892) 1834 zum Duca Salviati erhoben wurde; der herzogliche Titel wird heute von Don Forese Antonino Duca Salviati (* 1927) geführt, Erbe ist sein Sohn Lorenzo (* 1957). Auch ein Zweig der Familie Corsi benannte sich in Corsi Salviati.
Die Grabkapelle der Salviati befindet sich in San Marco (Florenz), die unter anderem von Giambologna und Passignano ausgeschmückt wurde.

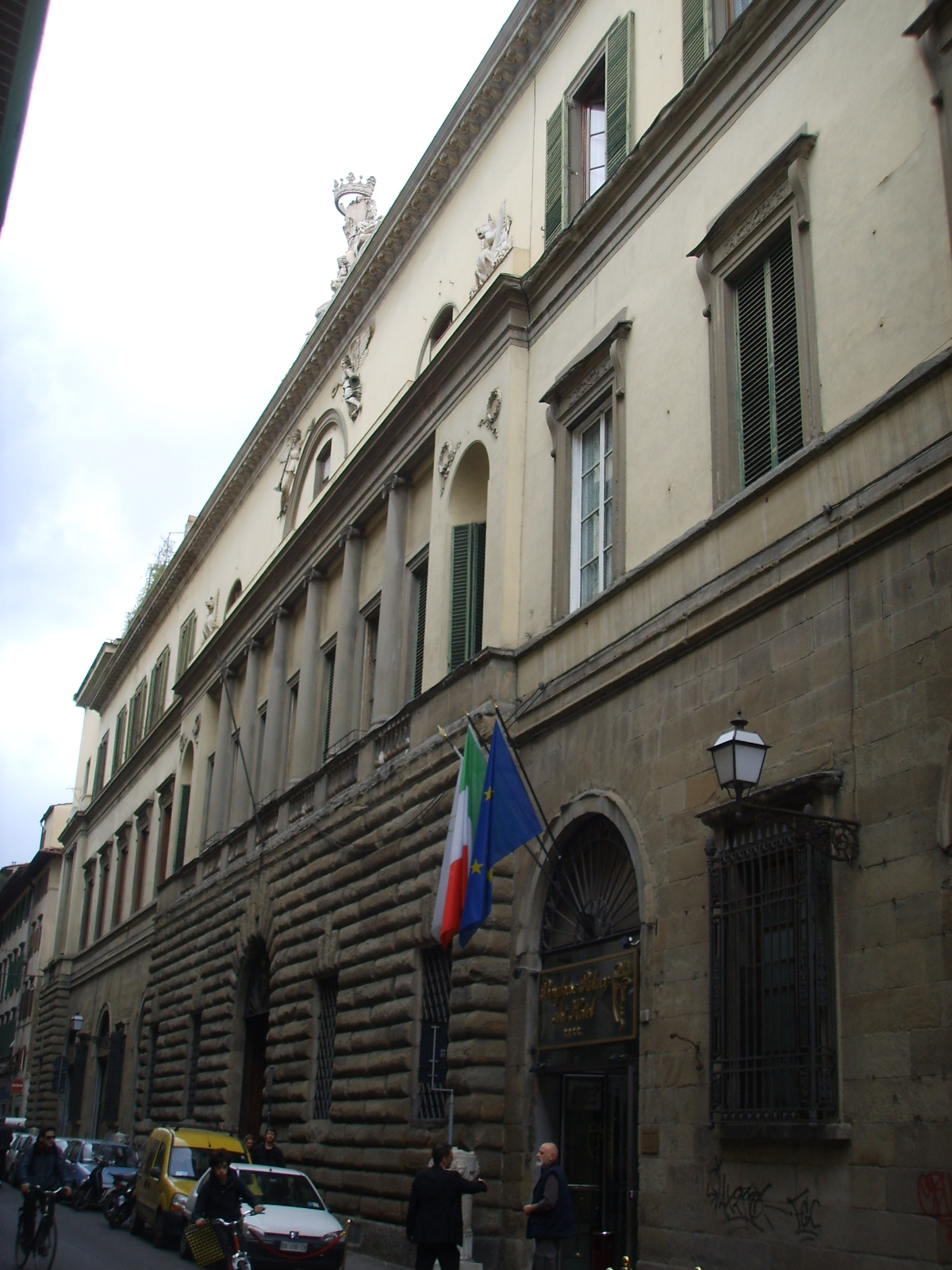
Palazzo Borghese (vormals Salviati) in Florenz
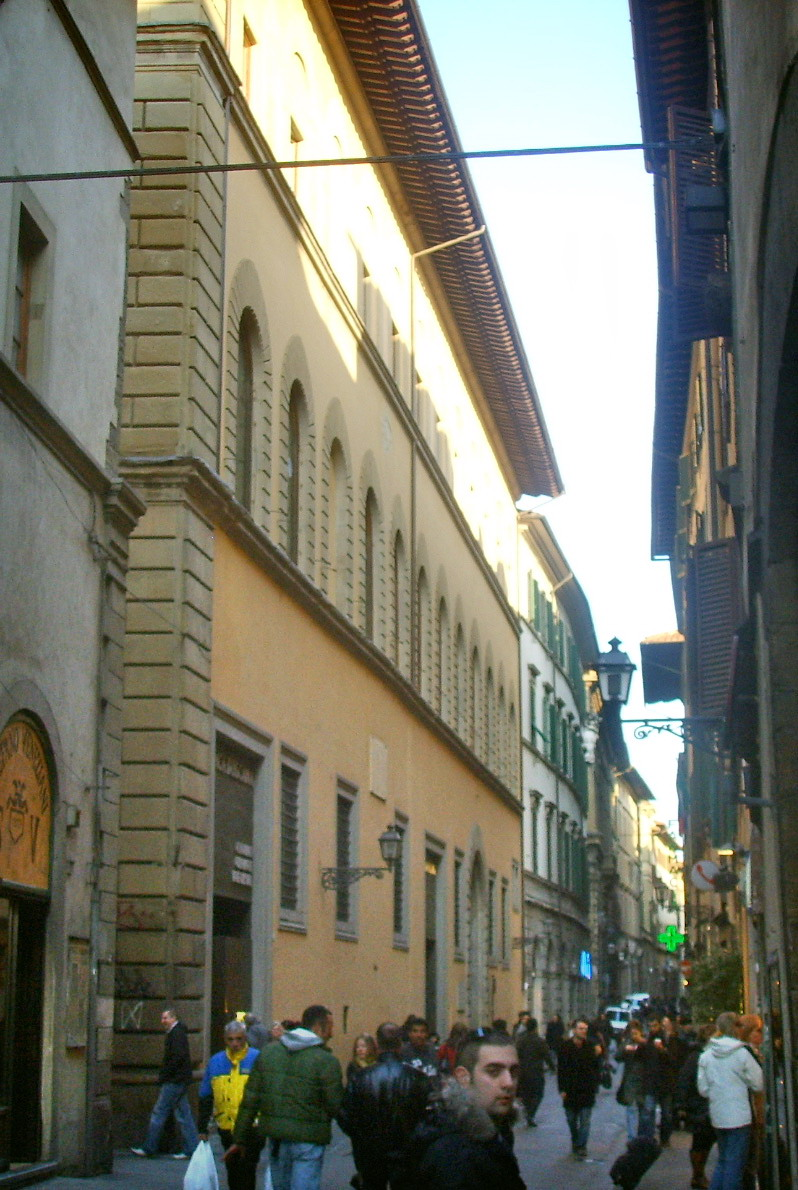
Palazzo Portinari-Salviati in Florenz
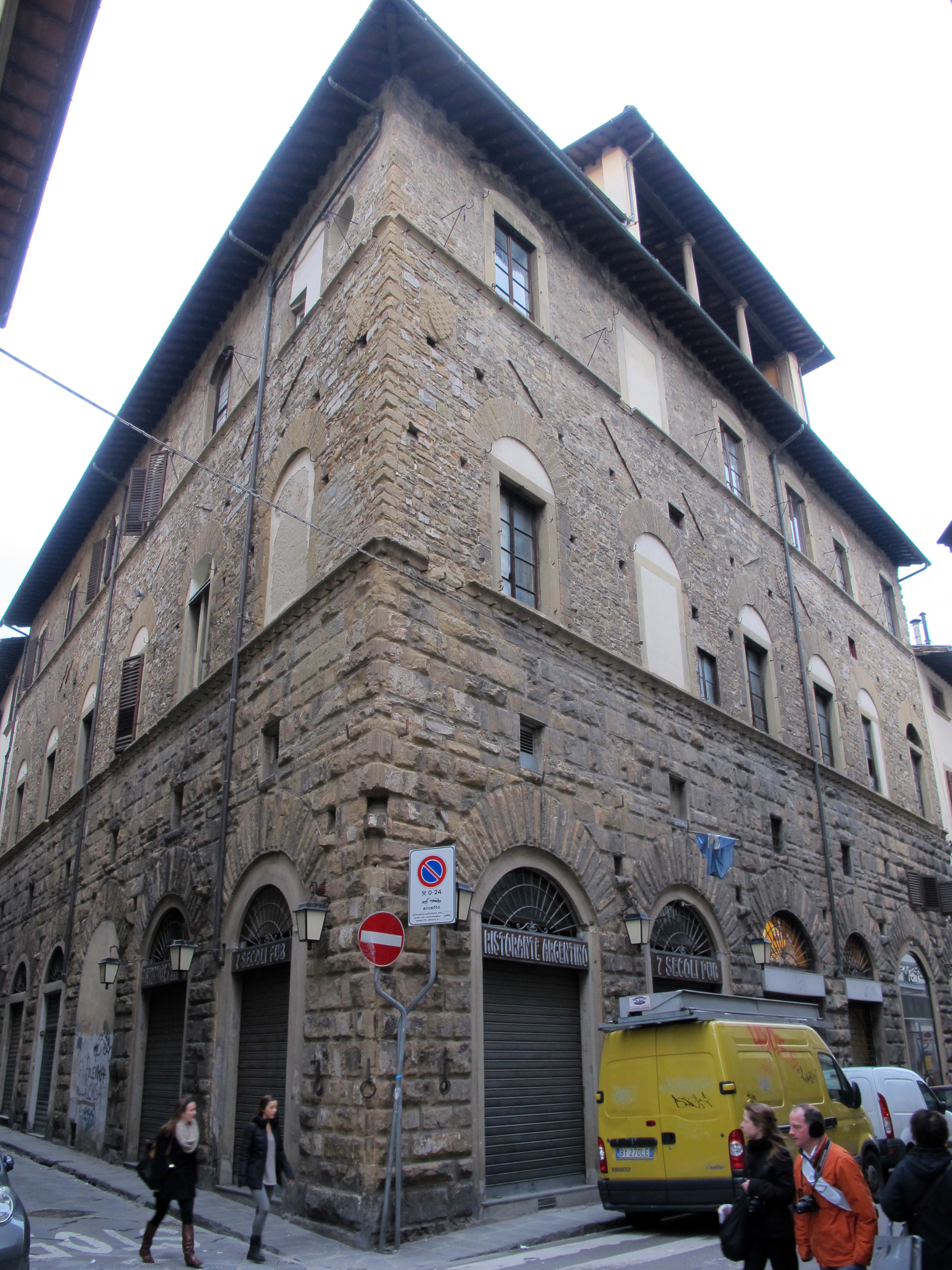
Palazzo Salviati-Quaratesi, Florenz
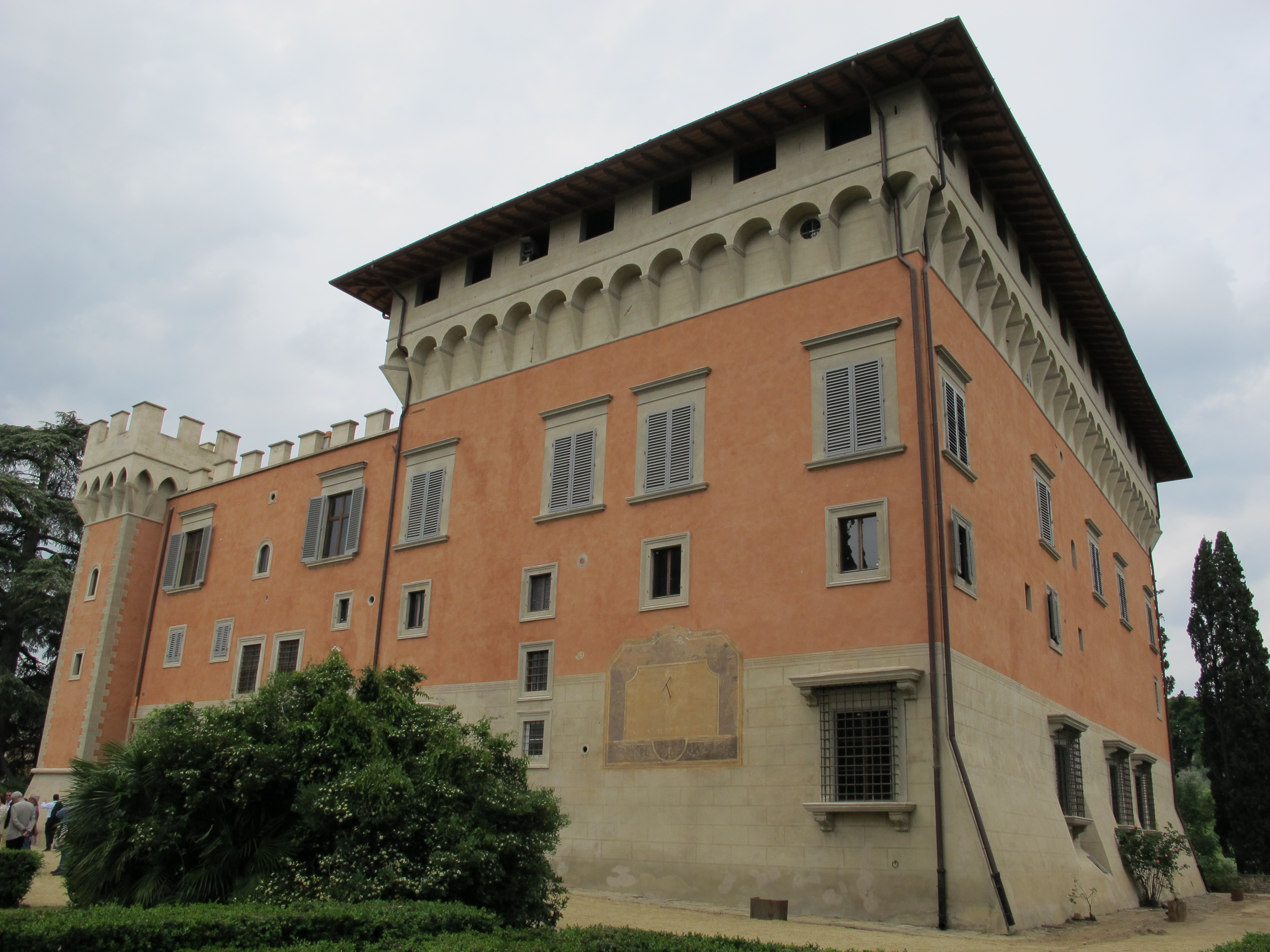
Villa Salviati
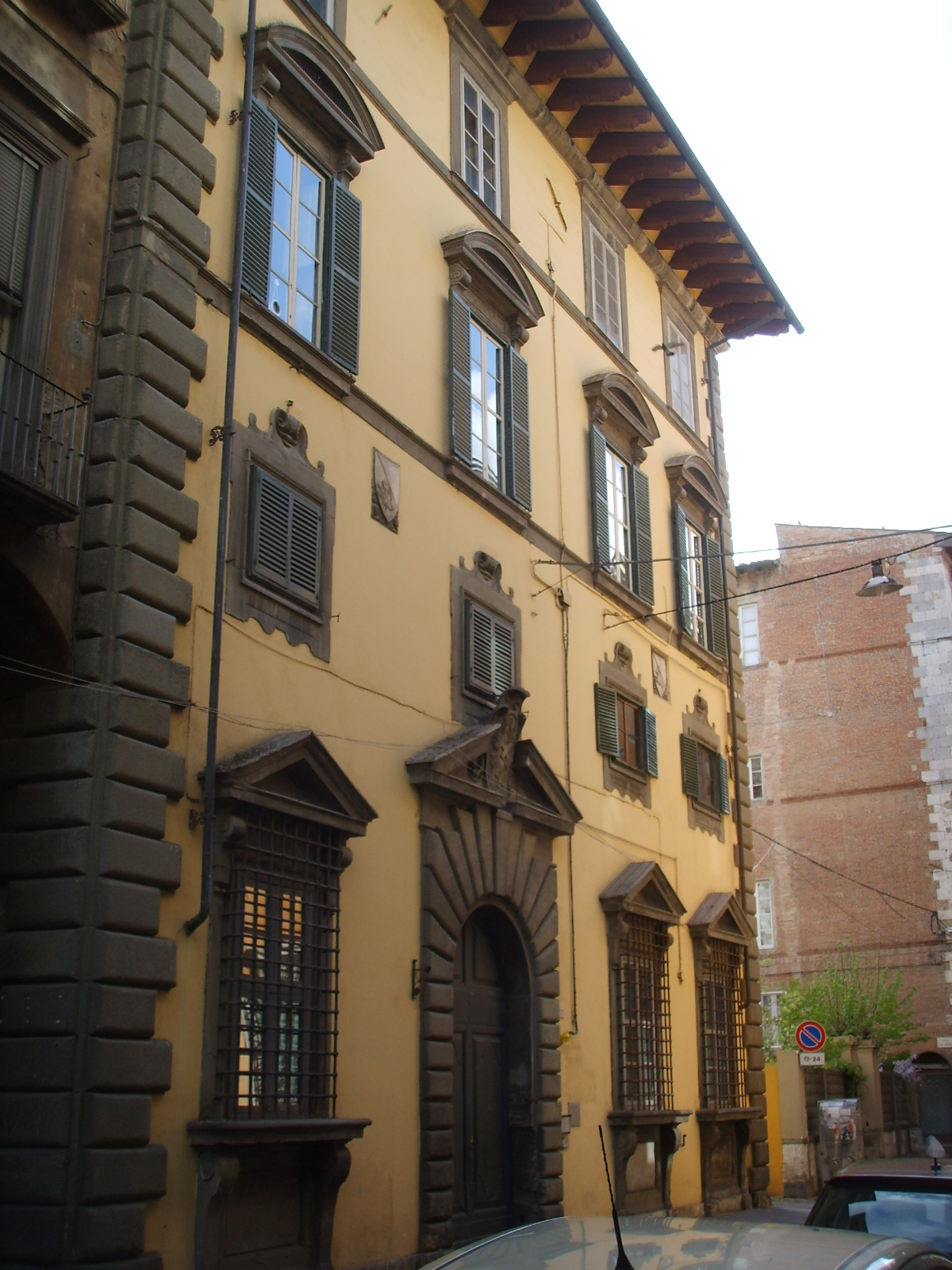
Palazzo Salviati in Pisa
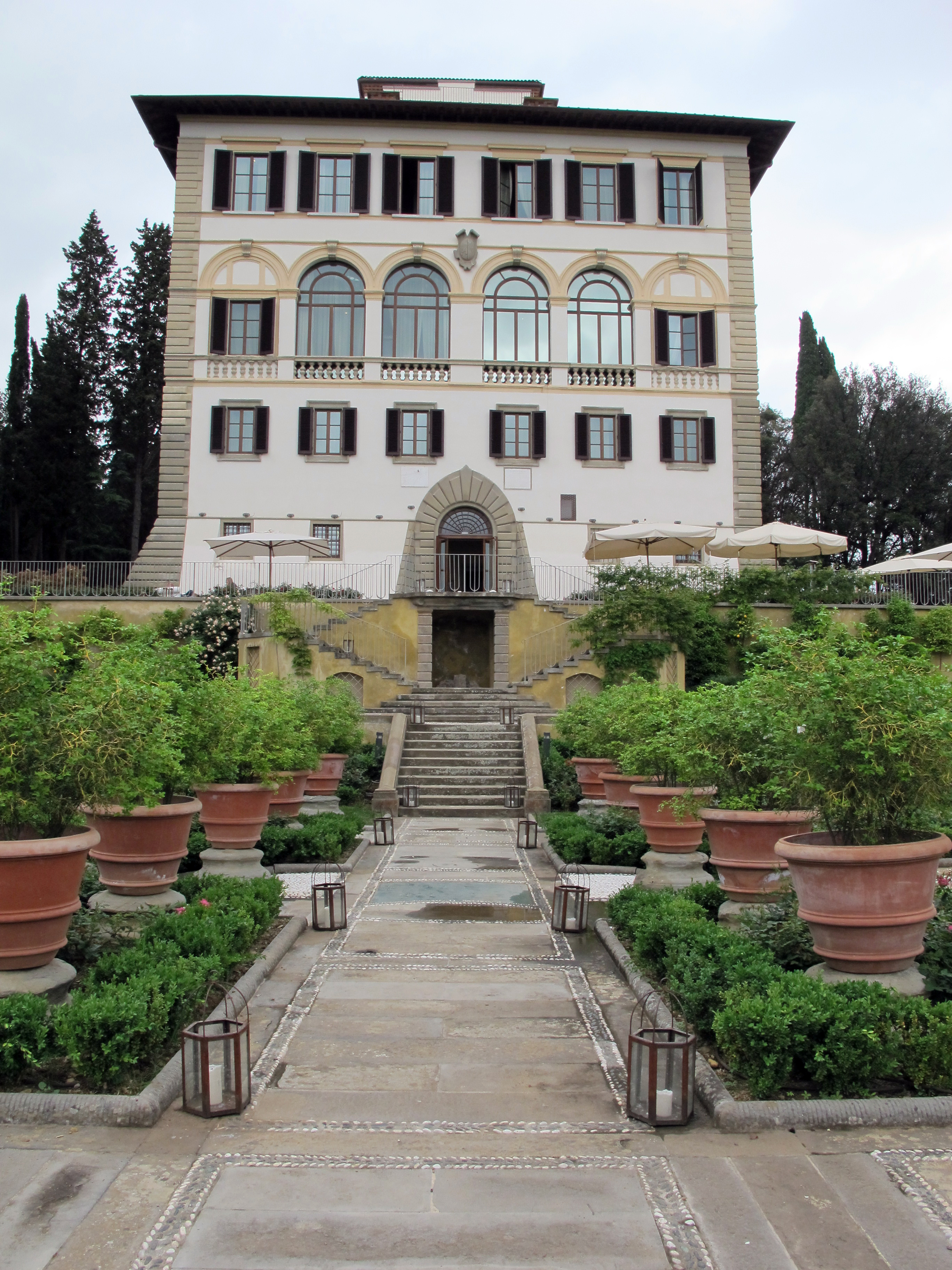
Villa Il Salviatino in Fiesole
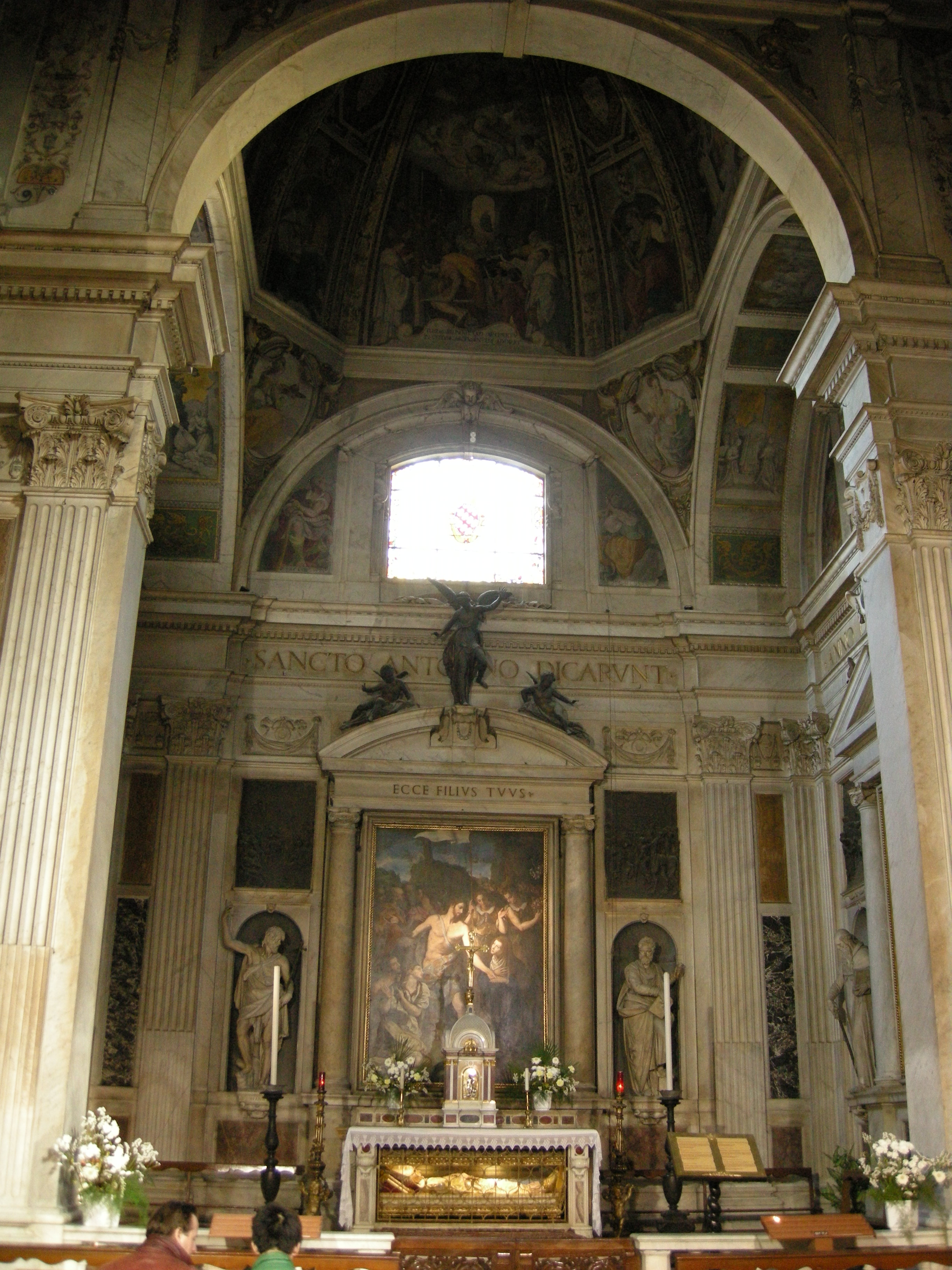
Salviati-Kapelle in San Marco (Florenz)

## Bekannte Familienmitglieder
- Francesco Salviati (Erzbischof), Erzbischof von Pisa (1475)
- Giovanni Salviati (1490–1553), Kardinal
- Maria Salviati Medici (1499–1543)
- Bernardo Salviati (1508–1568), Kardinal
- Anton Maria Salviati (1537–1602), Kardinal
- Leonardo Salviati (1540–1589), Humanist
- Cassandra Salviati (ca. 1531–1606), Muse des Dichters Pierre de Ronsard
- Filippo Salviati (1583–1614), florentinischer Wissenschaftler und Freund des Galileo Galilei
- Alamanno Salviati (1668–1733), Kardinal
- Gregorio Antonio Maria Salviati (1727–1794), Kardinal (Letzter des Geschlechts)

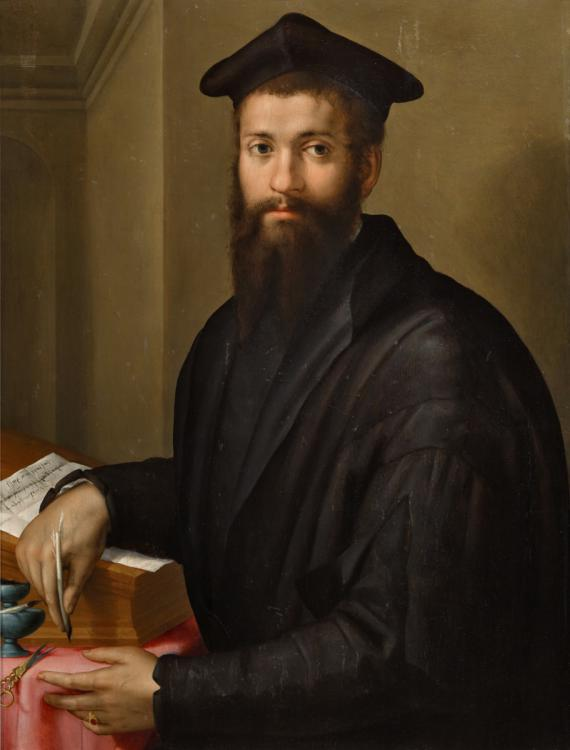
Kardinal Giovanni Salviati (1490–1553)
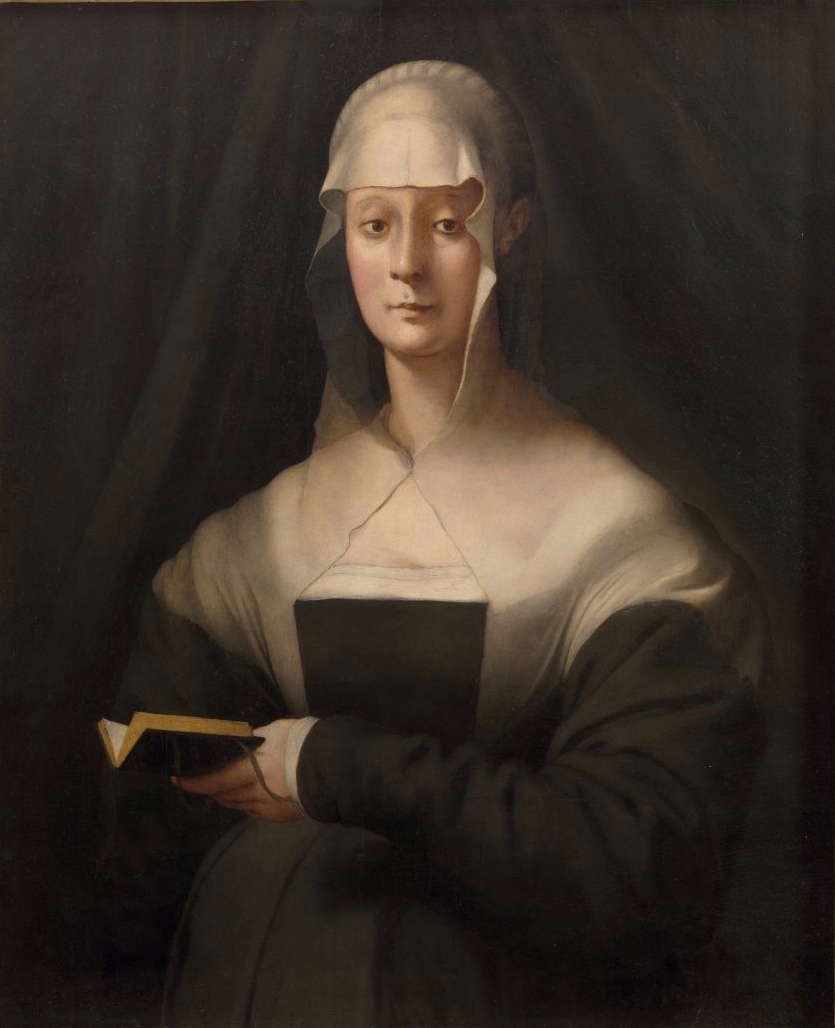
Maria Salviati Medici (1499–1543)
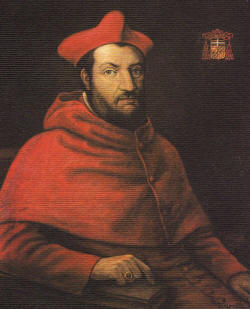
Kardinal Bernardo Salviati (1508–1568)
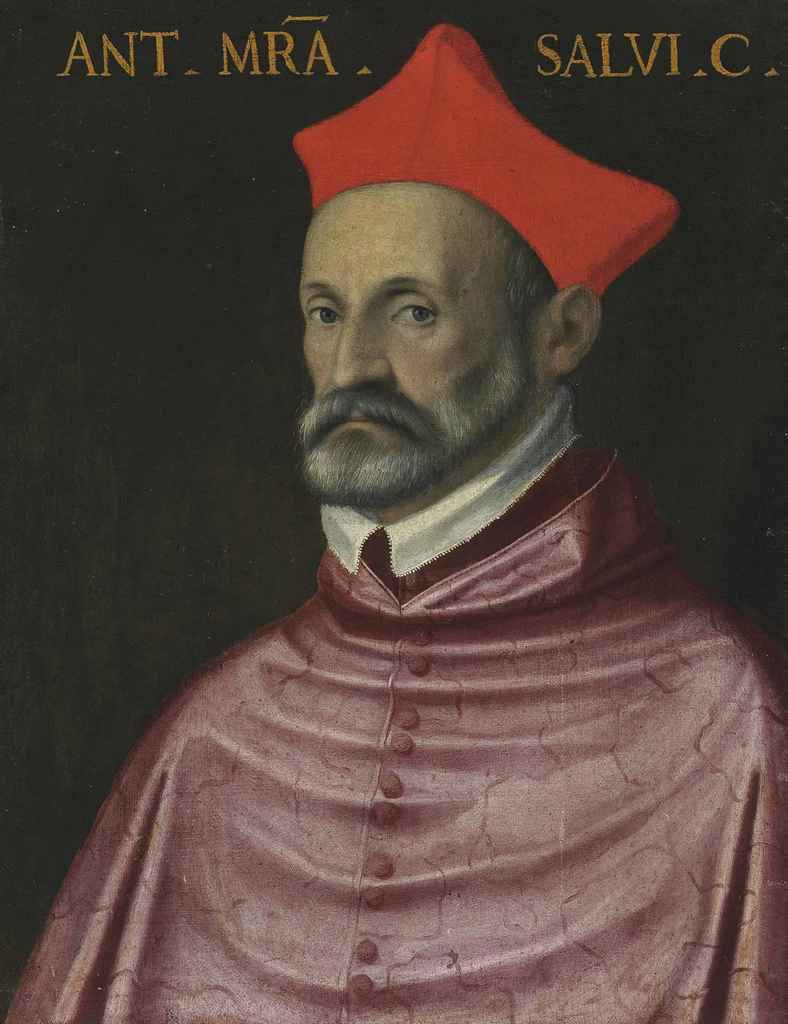
Kardinal Anton Maria Salviati (1537–1602)
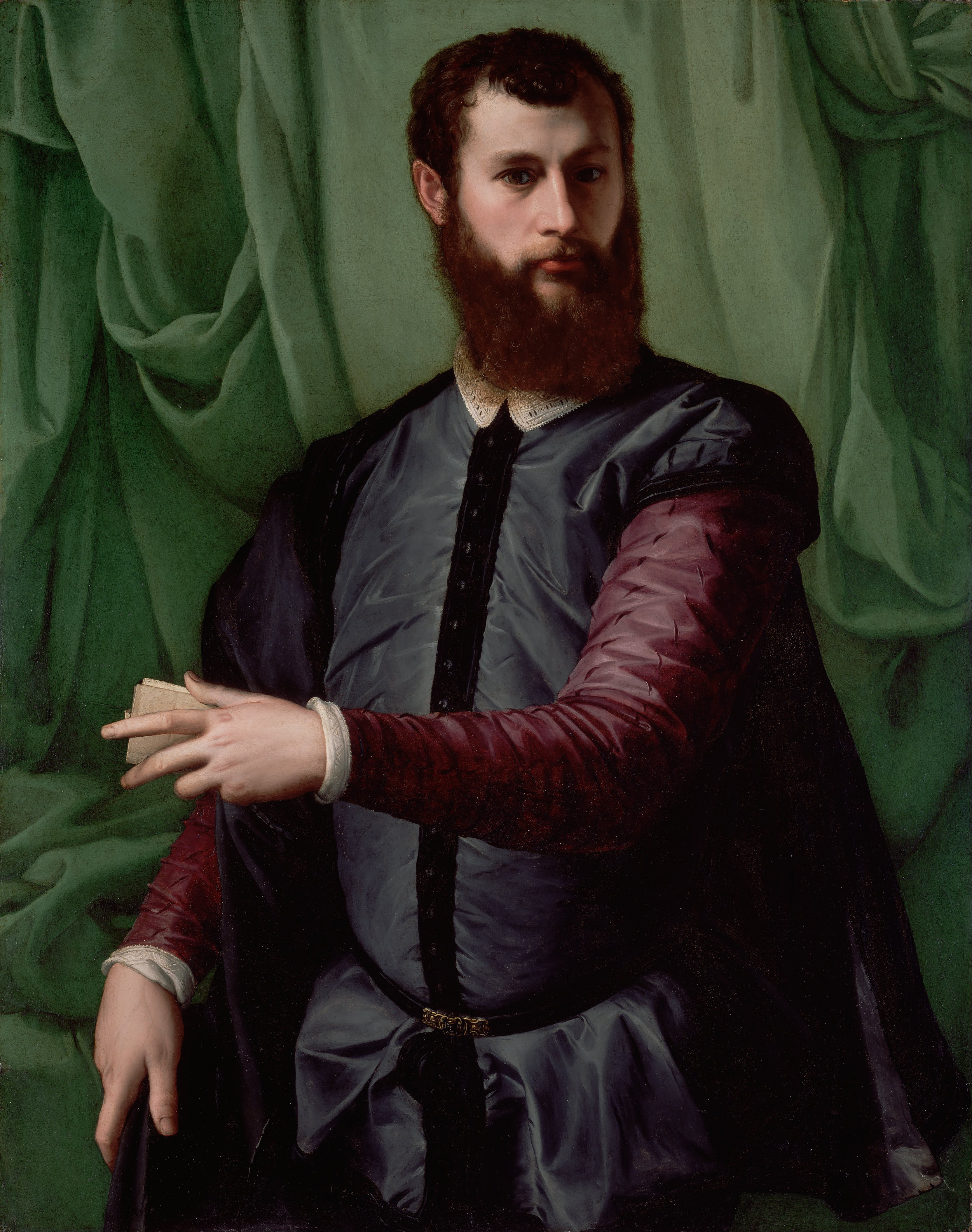
Leonardo Salviati (1540–1589), Humanist
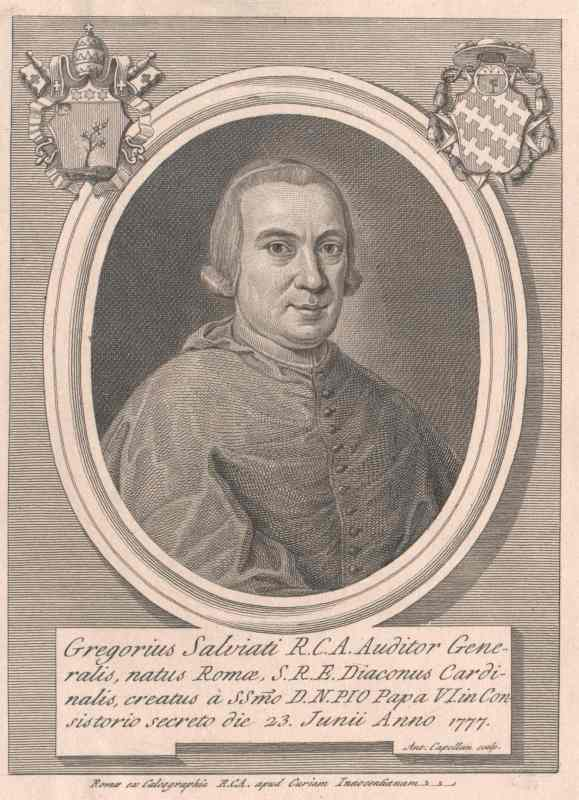
Kardinal Gregorio Antonio Maria Salviati (1727–1794)